# Nothing Gold Can Stay
Nothing Gold Can Stay —en español: Nada dorado puede permanecer— es el álbum debut de la banda estadounidense New Found Glory, que en ese tiempo se llamaba A New Found Glory. Fue lanzado el 19 de octubre de 1999 a través de Eulogy y Drive-Thru Records.

## Lista de canciones
| N.º | Título                                        | Duración |  |
| 1.  | «Hit or Miss»                                 | 3:15     |  |
| 2.  | «It Never Snows in Florida»                   | 2:48     |  |
| 3.  | «3rd and Long»                                | 2:46     |  |
| 4.  | «You've Got a Friend In Pennsylvania»         | 4:00     |  |
| 5.  | «The Blue Stare»                              | 2:36     |  |
| 6.  | «2's & 3's»                                   | 3:48     |  |
| 7.  | «Tell-Tale Heart»                             | 3:18     |  |
| 8.  | «Winter of '95»                               | 2:30     |  |
| 9.  | «Passing Time»                                | 2:58     |  |
| 10. | «Broken Sound»                                | 2:19     |  |
| 11. | «Never Sometimes»                             | 2:51     |  |
| 12. | «The Goodbye Song» (incluye una pista oculta) | 14:32    |  |